# حاجی‌آباد (باقران، شرق)
حاجی‌آباد منطقه مسکونی است در دهستان باقران از توابع بخش مرکزی شهرستان بیرجند، واقع در استان خراسان جنوبی که بر اساس سرشماری سال ۱۳۹۵ مرکز آمار ایران، که بر پایه سرشماری عمومی نفوس و مسکن  در سال ۱۳۹۵ خالی از سکنه اعلام شده‌است.